# ريناتو دياز سانتوس
ريناتو دياز سانتوس (28 يناير 1987 في البرازيل - ) هو لاعب كرة قدم برازيلي في مركز الهجوم. لعب مع أتلتيكو باراناينسي وسانتو أندريه وUnião Agrícola Barbarense Futebol Clube ‏ وSV Horn ‏.

## وصلات خارجية
- ريناتو دياز سانتوس على موقع قاعدة بيانات كرة القدم.إي يو (الإنجليزية)